# Nanzhiquan
Il Nanzhiquan (南枝拳 Pugilato di Nanzhi) è uno stile di arti marziali cinesi classificabile come Nanquan. Esso sarebbe stato insegnato da Heyan, un monaco del tempio Shaolin di Quanzhou, o da un certo Song (松) a Chen Nanzhi (陈南枝) un abitante di Haifengxian (海丰县) nel Guangdong. 
Oggi lo stile è praticato principalmente a Shantou e Chaozhou (潮州).

## Le forme
Questi i Taolu a mano nuda: Lianhuanquan (连环拳); Sibuquan (四步拳); Feiwuquan (飞舞拳); Gairiquan (盖日拳); Xuezhuquan (削竹拳); Shierbu fang (十二步仿); Tiangang di sha (天罡地煞); Niangzi shuzhuang (娘子梳妆); Bainiao chaofeng (百鸟朝凤); Menghu chudong (猛虎出洞).
Queste le forme con armi corte: Luodi kaihua shuangdao (落地开花双刀); Lianhuan jian xianma ti dao arma) (连环锏洗马踢刀).
Queste quelle con le armi lunghe: Fuhu gun (伏虎棍); Shiba hu zhuang gun (十八虎庄棍); Xiongji zhuo su gun (雄鸡啄粟棍).